# Kleine berkenboleet
De kleine berkenboleet (Leccinum schistophilum) is een paddenstoel uit de familie Boletaceae. Ectomycorrhizapartner van berk (Betula) op natte plaatsen op zure zand- of veengrond. Kenmerkend voor deze soort is het kleine, slanke postuur, de lichtgrijze hoed, die in verse staat glimmerige plekjes heeft, alsof er een slak over heeft gekropen.

## Kenmerken

### Uiterlijke kenmerken
Hoed
De hoed heeft een diameter van 2,5 tot 11 cm. De vorm is aanvankelijk convex, daarna afvlakkend tot plat-convex. Het oppervlak is glad, grijsbruin of grijs. De hoed wordt bij beschadiging rozeachtig. 
Buisjes en poriën
De buisjes zijn aanvankelijk lichtgeel, daarna grijsbruin tot donkerbruin, stomp, van smal aangehecht tot breed aangehecht. Ze zijn 9-25 mm lang. Poriën met een diameter van 0,5 mm, witachtig tot geelachtig wit. Bij beschadiging (druk of snijwond) worden ze bruin.
Steel
De steel heeft een lengte van 4,5–15 cm en een dikte van 0,9–2,5 cm. De witte steel is bedekt is met fijne, grijze tot bijna zwarte schubjes. De steel verkleurt bij beschadiging in de bovenste helft roze en in de onderste helft blauwgroen. De verkleuringen verschijnen pas na lange tijd, soms pas na een paar uur..

### Microscopische kenmerken
De sporen zijn bijna cilindrisch tot spoelvormig en meten (13,0–) 13,5–17,0 × 5,0–6,5 (–7,5) µm. De lengte-breedteverhouding is 2,8–2,9(–3,0). De basidia zijn 4-sporig en eten 25–30 × 22–23,5. De cystidia in het hymenium zijn tonvormig en meten 30–45 × 7,5–9,0 µm. De cuticulahyfen zijn vergelijkbaar, samengesteld uit cilindrische, bruinachtige tot donkerbruine elementen van 3,5–4,5–8,0 µm breed, soms ook uit bredere elementen (7,0–11,5 µm). Ze zijn bedekt met donkere korrels van grijs of bruinachtig pigment. De caulocystidia zijn spoelvormig, knotsvormig of tonvormig en meten 30–70 × 11–20,5 µm. Er zijn geen gespen aanwezig.

## Vergelijkbare soorten
Grote vruchtlichamen kunnen worden verward met de bonte berkenboleet (L. variicolor), en dan is microscopische controle noodzakelijk. 

## Verspreiding
In Nederland komt hij vrij zeldzaam voor. Hij is zeldzaam op de hoge zandgronden, maar verspreiding slecht bekend door verwisseling met de gewone berkenboleet (L. scabrum).